# Triplophysa lixianensis
Triplophysa lixianensis är en fiskart som beskrevs av He, Song och Zhang 2008. Triplophysa lixianensis ingår i släktet Triplophysa och familjen grönlingsfiskar. Inga underarter finns listade i Catalogue of Life.